# Georg C. Ehrnrooth
Georg Carl Casimir Ehrnrooth, född 27 juli 1926 i Lahtis, död 19 oktober 2010 i Helsingfors, var en finländsk politiker. Han var partiledare för det konstitutionella partiet 1974–1992 (Konstitutionella folkpartiet fram till 1980 och därefter Konstitutionella högerpartiet). Han inledde sin politiska karriär inom Svenska folkpartiet och var ledamot av Finlands riksdag 1958–1979 samt 1983–1987.
Ehrnrooth var motståndare till Urho Kekkonen och stod genomgående för politiska högeråsikter. I sin första riksdagskampanj år 1958 motsatte han sig det nya aphuset på Högholmen, Helsingfors zoo. Ehrnrooth lämnade Svenska folkpartiet efter att Kekkonen 1973 omvaldes för mandatperioden 1974–1978 genom undantagslagen utan ett egentligt presidentval och partiet hade godkänt förfarandet. År 1974 blev han det nya Konstitutionella partiets partiledare. Ehrnrooth uppträdde som en beundrare av USA och hade goda kontakter med personer inom Republikanska partiet. Hans kritik mot Kekkonen och Finlands vänskaps- och biståndspakt med Sovjetunionen var skarp.